# Acritarch

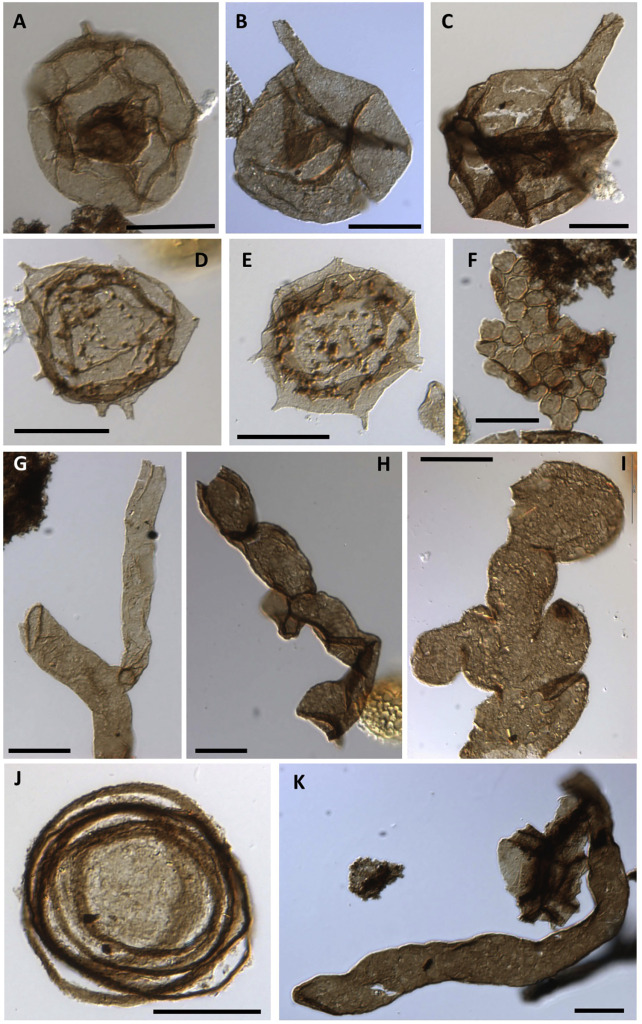
Geselecteerde Neoproterozoïsche herwerkte (door erosie uit sedimenten van oudere lagen afkomstige) palynomorfen uit de Trias-Jura-grens in de kern van Mingolsheim (Duitsland). Alle schaallijntjes 20 μm. (a-c) Germinosphaera cf. G. bispinosa -acritarch (alg?); (d, e) Onbepaalde acanthomorfe (stekelige) acritarchen; (f) Ostiania microcystis Ming-39, Triletes Beds - koloniale cyanobacterie; (g) Ouraisphaera giraldae - fungi op land (h, i, k) Jakutianemia spp waarschijnlijk fungi op land.; (j) Obruchevella valdaica - cyanobacterie.

 Acritarchen zijn microfossielen van vaak onbekende oorsprong, maar waarbij het in de meeste gevallen gaat om fossielen van eencellige eukaryoten. De acritarchen die in China zijn gevonden dateren van ongeveer 1.800 miljoen jaar geleden, gedurende het late Paleoproterozoïcum in het Precambrium. Andere onderzoekers vinden acritarchen van 2.100 miljoen jaar geleden. De oorsprong van eukaryoten is in deze periode uiterst twijfelachtig en kan niet eenduidig vastgesteld worden.

## Methode
De palynologie doet onderzoek naar pollen en sporen. De buitenkant van deze pollen en sporen is bedekt met sporopollenine, dat een zeer complexe chemische samenstelling heeft. Dit materiaal verweert bijna niet en kan gedurende miljoenen jaren in de sedimenten blijven zitten. Deze bestanddelen worden vrijgemaakt met gebruik van zuren die het gesteente oplossen. Na het centrifugeren van het verkregen materiaal met zinkchloride komt er een dunne laag bovendrijven waarin de pollen zitten, maar waarin ook allerlei ander materiaal aanwezig is dat overgewaaid, neergedaald en/of meegespoeld is in zeesedimenten. Dit materiaal bestaat doorgaans uit microfossielen als chitinozoa, dinoflagellaten en acritarchen.

## Kenmerken
De naam Acritarch is afgeleid van het Grieks en betekent 'zonder criterium' ofwel van 'onduidelijke' (akritos) 'oorsprong' (arche). De groep omvat voornamelijk cysten van eencellige eukaryoten. Ze worden gekenmerkt door een bestendige celwand die 2 tot 7 μm dik kan zijn. Het oppervlak van de cyste is zeer gevarieerd en bepaalt de vorm op basis waarvan de acritarchen geclassificeerd worden. De celwand bevat soms openingen, uitsteeksels en complexe structuren. Ook prokaryoten kunnen dergelijke kenmerken bezitten, maar dan meestal een kenmerk tegelijk, nooit meerdere samen in eenzelfde prokaryoot. Omdat de fossiele eukaryoten gekenmerkt worden door de aanwezigheid van stekels en openingen in de wand van de cyste, moeten ze ook een cytoskelet gehad hebben. Eukaryoten synthetiseren sterolen zoals cholesterol. Wanneer deze afgebroken worden, laten ze een spoor van steranen in de zeebedding en sedimenten achter. Dit kenmerk onderscheidt de eukaryoten duidelijk van de prokaryoten die nauwelijks tot geen cholesterol in hun membranen hebben.

## Onderzoek
Met voortschrijdend onderzoek zijn sommige acritarchen uit de lijst verdwenen omdat het bijvoorbeeld cysten van algen bleken te zijn. Zodra het bekend is van welk organisme een bepaalde acritarch een cyste is, houdt hij op een acritarch te zijn. Er wordt ook gesteld dat acritarchen eitjes van copepoden zijn en dat meercellig leven zich dus veel eerder ontwikkeld zou hebben dan aangenomen wordt.